# Adoration des bergers (van der Goes)
L'Adoration des bergers est un tableau de Hugo van der Goes, aujourd'hui conservé à la Gemäldegalerie de Berlin. Il est moins connu que le Triptyque Portinari ou le Retable de Monforte, tous deux des peintures sur le même thème.
Œuvre tardive, l'Adoration des bergers, de dimensions inhabituelles (97 × 245 cm), a été créée lorsque Hugo van der Goes avait renoncé à la vie bourgeoise et était devenu frère lai au prieuré du Rouge-Cloître, à Auderghem près de Bruxelles ; cette maison dépend alors de la congrégation de Windesheim au courant rigoriste des Frères de la vie commune qui se rattache au mouvement plus large de la devotio moderna.

## Description du tableau
Pas plus que le Triptyque Portinari, ce panneau n'est une Adoration des bergers, mais les bergers y sont représentés de manière si réaliste qu'ils attirent immédiatement l'attention dans une scène où les autres protagonistes sont plongés dans une contemplation immobile.
Deux personnages, prophètes de l'Ancien Testament, se tiennent de part et d'autre du tableau, représentés à mi-corps. Ils ouvrent des rideaux verts accrochés à une tringle pour dévoiler une scène théâtrale, comme si un spectacle allait commencer, mais ne participent pas à la représentation. Ils jouent le rôle d'intermédiaire entre le spectateur et le tableau lui-même. La scène s'ouvre sur l'étable de Bethléem. L'espace est confiné comme dans un décor de théâtre. Les protagonistes sont plongés dans une contemplation silencieuse. Comme dit Hans Belting, « il s'agit bien d'une scène au sens théâtral puisque l’on voit des rideaux s'ouvrir devant l'étable de Bethléem comme si le spectacle commençait à l'instant ». Les deux personnages qui tiennent les rideaux sont des prophètes de l'Ancien Testament. Le caractère théâtral est accentué par la mise en scène du motif : les deux prophètes se tiennent devant l'espace scénique. Le prophète de droite a les yeux écarquillés sa bouche est ouverte, et sa main esquisse un geste déclamatoire. Dans cette scène immobile surgissent avec fougue, plus encore que dans le Triptyque Portinari, trois bergers. Ils ont une telle hâte à voir le nouveau-né qu'ils se bousculent, chapeau à la main, l'un d'entre eux en tombe déjà sur les genoux. 
Selon les principes de la narration simultanée, on voit les bergers aux champs derrière la scène puis, à l'annonce de la naissance, ils contournent l'étable et entrent en courant par l’autre côté. La scène elle-même est remplie d'un « essaim d'anges battant des ailes ». L'enfant Jésus regarde le spectateur et montre une morelle noire qu'il tient dans sa main droite comme celle qui pousse dans les fissures du muret au premier plan.
Les mouvements de la couleur sont élaborés avec soin. Dans la partie droite du tableau, une séquence de quatre différents rouges, chauds et froids, commence sur le manteau du prophète et se termine sur l'arrière de l'épaule de Joseph, où s'effectue le passage au ton ocre de l’ange au -dessus de la crèche. Entre les deux, les ailes de paon bleu foncé se détachent sur la robe du bœuf d'une chaude teinte marron. Dans la partie gauche, un échelle de bleus virant progressivement au violet en passant d'un ange à l'autre. Les vêtements des prophètes à l'avant du tableau témoignent de l'« hyperréalisme », et le brocard d'or ressemble à un vrai vêtement. Le modelé homogène des figures à l'intérieur du tableau vient en revanche à l'appui d'une autre réalité.

## Le séjour au couvent de Rouge-Cloître
Quand Hugo van der Goes crée l'Adoration des bergers, il a abandonné la vie bourgeoise où il était à l'apogée de la reconnaissance professionnelle et de la réussite sociale : il était doyen de sa corporation, et « il tient une grande maison, pour laquelle il paie un loyer et où il vit sans être marié ». Il est devenu frère convers au couvent de Rouge-Cloître.
On a des informations sur le séjour de Hugo van der Goes — et sur la maladie qui le mène jusqu'à la mort — à travers la chronique tenue par Gaspar Ofhuys (1456-1532), lui-même frère régulier ; il entre au même couvent en même temps que van der Goes, et devient prieur à la mort du prieur Thomas, et après la mort de van der Goes. La chronique qu'il écrit, au début du XVIe siècle, ne parle que peu du peintre, et considère sa présence et sa vie au couvent plus sous l'aspect religieux que sous l'aspect médical. La chronique, écrite en latin, est publiée en 1863 par Alphonse J. Wauters, avec une traduction en français. Ofhuys avait dix-neuf ans quand il entre au monastère, devient ensuite infirmarius et prieur ; c'est alors, vers 1512, qu'il rédige la chronique. Le traitement le plus approfondi des aspects médicaux de la chronique d'Ofhuys est la thèse de doctorat - non publiée - de William A. McCloy intitulée The Ofhuys Chronicle and Hugo van der Goes à l'Université de l'Iowa en 1958. L'arrivée et le séjour de Hugo van der Goes sont relatés en des termes peu amènes par Ofhuys qui décrit les privilèges exceptionnels accordés au nouveau frère convers par père Thomas, le prieur : 
« Immédiatement après son initiation et tout au long de son noviciat, le Père Thomas, le prieur, lui permit de chercher la consolation et la diversion à la manière des laïcs, quoique avec les meilleures intentions, puisque Hugo avait été un homme honoré parmi eux. Il a été plus d'une fois visité par des personnes de haut rang et même par son Altesse Sérénissime, l'Archiduc Maximilien. Comme ces gens venaient en tant que visiteurs à son compte, le père Thomas lui donna l'autorisation d'aller aux quartiers des invités et de dîner avec eux. Et ainsi il arriva que, pendant qu'il était avec nous, il devint plus familier avec la pompe du monde qu'avec les manières de faire la pénitence et de s'humilier. Cela a provoqué une forte désapprobation chez certains. Les novices, disaient-ils, devraient être humbles et certainement pas exaltés. »
Van der Goes avait aussi la permission de manger avec les frères du chœur plutôt que dans le réfectoire des frères lais.
Ofhuys s'étonne de l’extrême agitation (« sollicitudinem maximum ») qui saisit le peintre lorsqu'il fallait décider de la façon qu'il fallait achever une œuvre (« quomodo opera perficeret depingenda »). D'après lui, Hugo supportait mal l'admiration des visiteurs, venant jusqu'au couvent,. Cinq ans après son admission, Hugo van der Goes, au retour d'un voyage à Cologne entrepris avec son demi-frère Nicolas qui relate les faits comme témoin oculaire, souffre d'une sévère dépression. Les moines retournent à Bruxelles et appellent le prieur Thomas qui accourt pour soutenir le moine malade. Le père Thomas prescrit de la musique au malade. De retour au couvent, Hugo van der Goes recouvre la santé mais, « renonçant volontairement à toutes les commodités antérieures, s'abaissait beaucoup dès qu'il retrouvait la santé, il quittait la table des moines son propre chef et prenait ses repas avec les laïcs ». À propos de la disparition du peintre en 1482, il écrit : « En l’an du Seigneur 1482, mourut le frère convers Hugues... Il était si célèbre dans l’art de peindre qu’en deçà des monts, comme on disait, on ne trouvait en ce temps-là personne qui fut son égal. ».

## Articles liés
- Liste des œuvres d'Hugo van der Goes
- Toutes les œuvres sur Wikidata